# 臺鐵便當
臺鐵便當（TR Bento）是指臺灣鐵路公司（原臺灣鐵路管理局，略稱台鐵或臺鐵局）於車站或列車內販售之鐵路便當。根據統計，臺鐵便當2016年販售新臺幣7億元業績，總數可達1048萬個。而除了臺鐵自身的鐵路便當之外，因臺灣鐵路車站旁的而得名的鐵路便當尚有奮起湖便當、福隆便當、池上飯包等（pp. 114－116）。

## 沿革
鐵路便當是日治時期搭乘鐵路時，除了選擇到餐車之外的另一種用餐選擇，不過當時在一般車廂並不提供茶與便當，旅客必須在列車靠站時購買（pp. 83－87）（pp. 137－142）。
戰後，鐵路局的松山、臺北、臺中、高雄、花蓮等5區鐵路餐廳人員將鐵路便當交給車上服務員在車廂販售。臺鐵餐車曾掛載在臺鐵對號特快成功號、「銘傳號」、「平等號」、莒光號、自強號列車上，販售便當、名產、飲料；因獲利率不佳、試辦多次之後停辦。1945年之後因軌道運輸逐漸盛行且未受管制，在鐵路私人販賣食品者最多。1960年臺鐵成立「小營部」，整合販售便當者。
2000年6月9日鐵路節，已停售32年的臺鐵排骨菜飯便當於當日重現，活動企劃原為1千個，最終追加賣出9萬多個便當。
2015年2月26日，臺鐵便當於京濱急行電鐵進行販售。
2015年7月，臺鐵於台灣美食展內首度舉辦「鐵路便當節」。

## 外觀及配菜
台鐵便當以排骨便當（台羅：Pâi-kut Piān-tong）為經典款，南北配菜不同，主要都是一片排骨肉，搭配滷蛋、豆干或豆皮（曾經有一小段時間為甜不辣）、高麗菜及蘿蔔乾等配菜。
台鐵便當由列車服務人員在列車上巡迴各車廂以國語或台語叫賣。以不鏽鋼便當盒包裝販售的時期，須在乘客食用完畢後，回收清洗。因不鏽鋼便當盒回收率不佳成本過高，飯盒改用木片包裝，同時也用紙盒包裝販售。目前不鏽鋼圓形便當盒的便當，會在「鐵路便當節」販售，另也可以直接購買空盒。
沿用20年的經典「木盒八角便當」因成本增加，於2022年11月起停用，改用圓型紙盒。

### 衍生產品
土司麵包
使用台鐵便當食材（懷舊飯菜、素食燉飯、樹寶寶等），再以法式土司配方混合而成。
一卡通
曾與一卡通聯名，推出排骨便當造型一卡通。

## 鐵路便當節
2015年7月17日，臺鐵藉由台灣美食展場地舉辦了第一屆鐵路便當節，除了自家的4間餐廳外，同時邀請日本3家鐵道業者參加。2016年8月5日舉辦第二屆。第三屆於2017年7月21日舉辦，這次增加12家國外鐵道業者參加。
第四屆鐵路便當節，原先規劃首次在自家台北車站一樓中央大廳舉辦，在發生普悠瑪號列車出軌事故後決定停辦。
第五屆於2019年11月1日舉辦，首度於台北車站大廳登場，共有5國27家業者參加，推出35款限定便當，行政院農業委員會林務局（現林業及自然保育署）首次參加推出「里山便當」。第六屆的鐵路便當節於2020年11月13日舉辦，主題為「移動的味道，經典開行」。
2021年的第七屆，原規劃和鐵路節合辦，因受全球嚴重特殊傳染性肺炎影響，延後於2022年11月11日舉辦，活動主軸為「移動的樂園-鐵道生活樂園」，首次邀請地方政府機關帶領地方業者一同參與活動。
2023年6月9日鐵路節，與第八屆鐵路便當節同辦同慶，主題為「啟程、享食、永續」。
第十屆鐵路便當節開始舉辦兩個場次：2025年5月25日至26日首次在高雄車站剛完工的下沉式廣場舉辦活動，6月6日至6月9日在臺北車站車站大廳舉辦。

## 圖片集

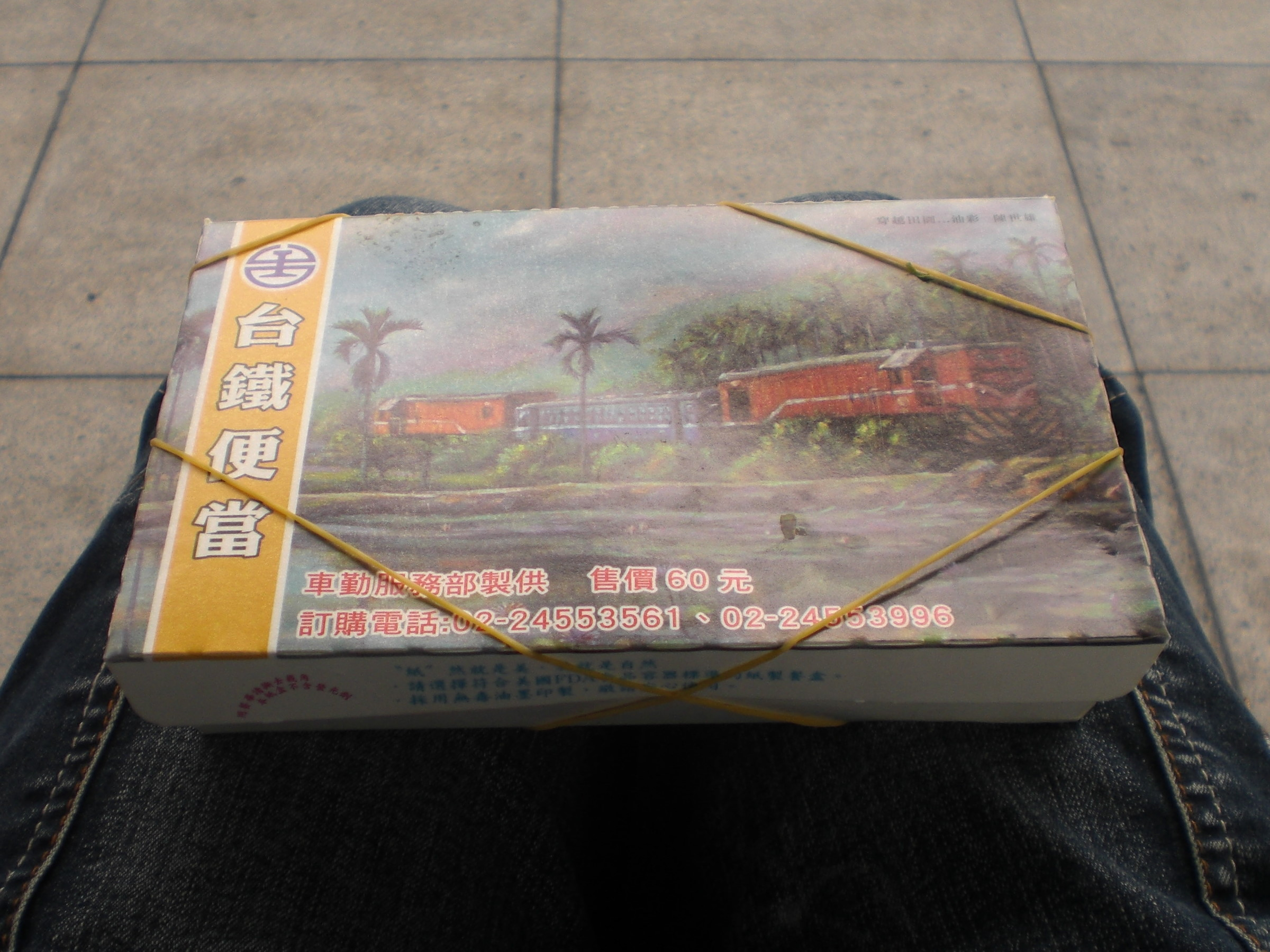
臺鐵排骨便當外盒
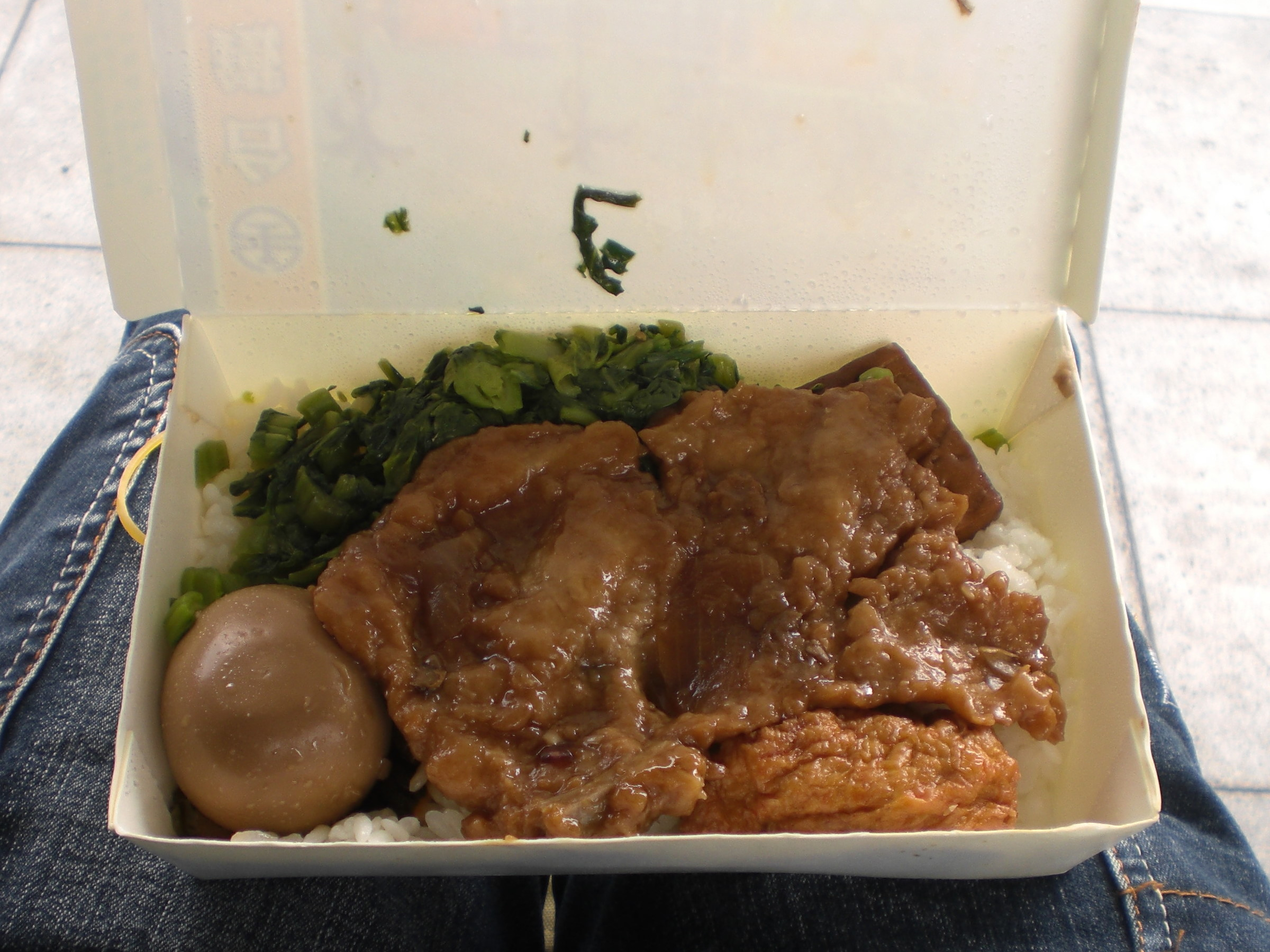
臺鐵排骨便當
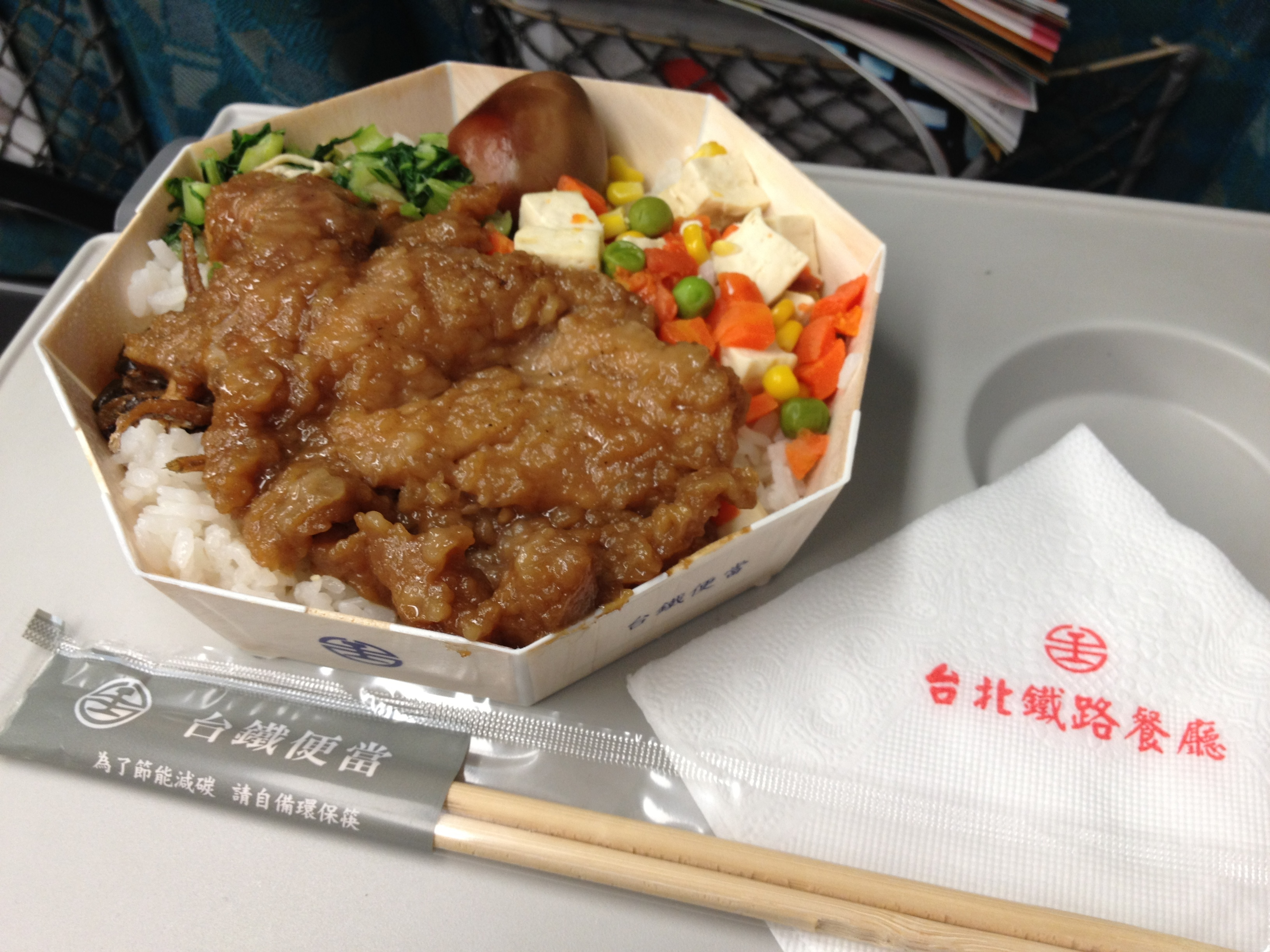
臺鐵八角排骨便當
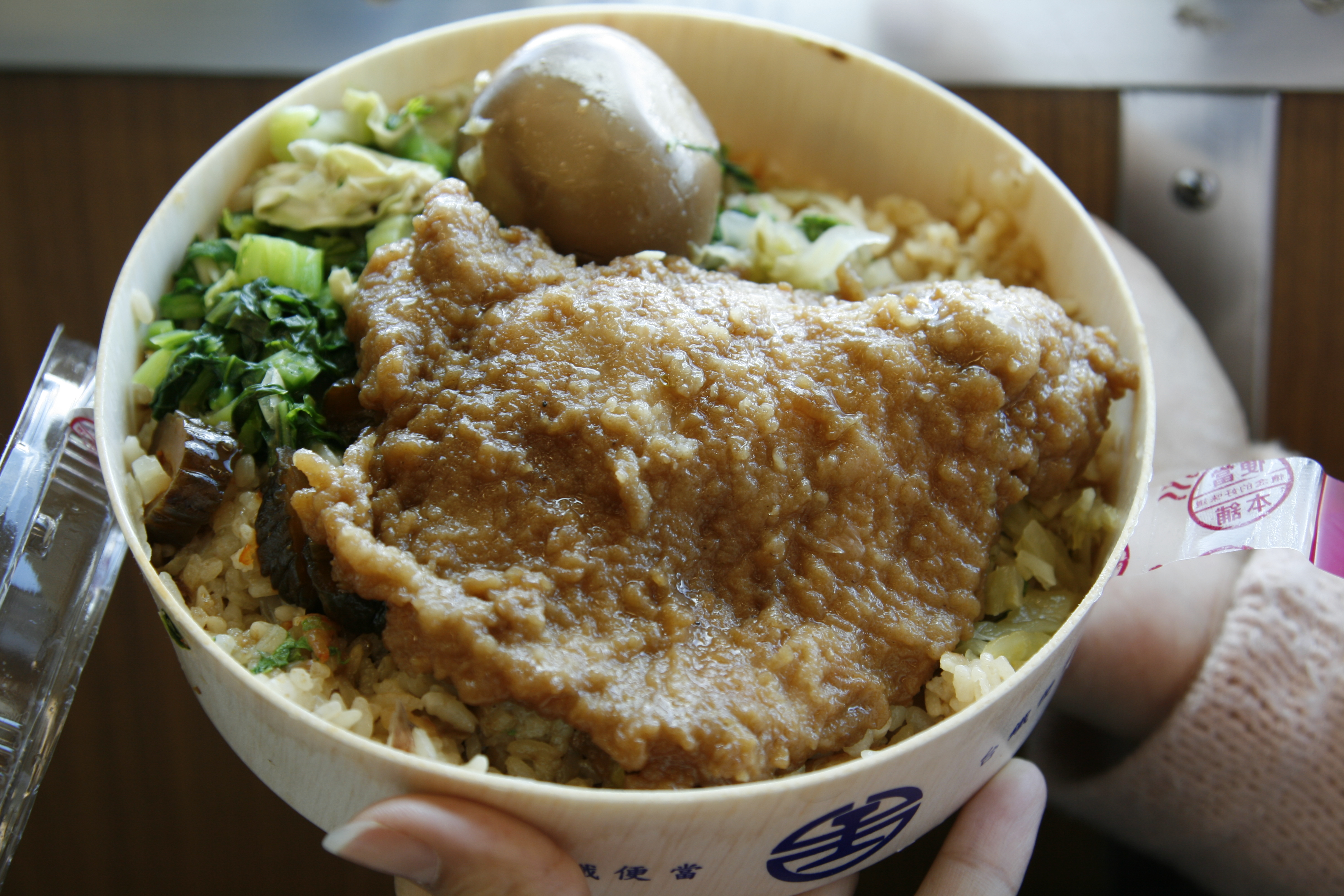
臺鐵排骨便當
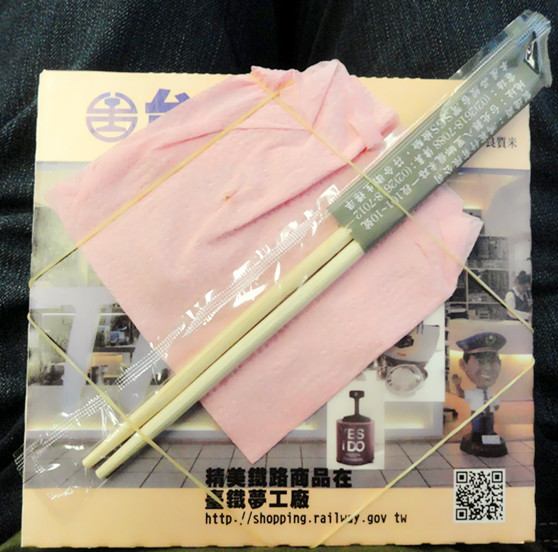
台铁便当外盒
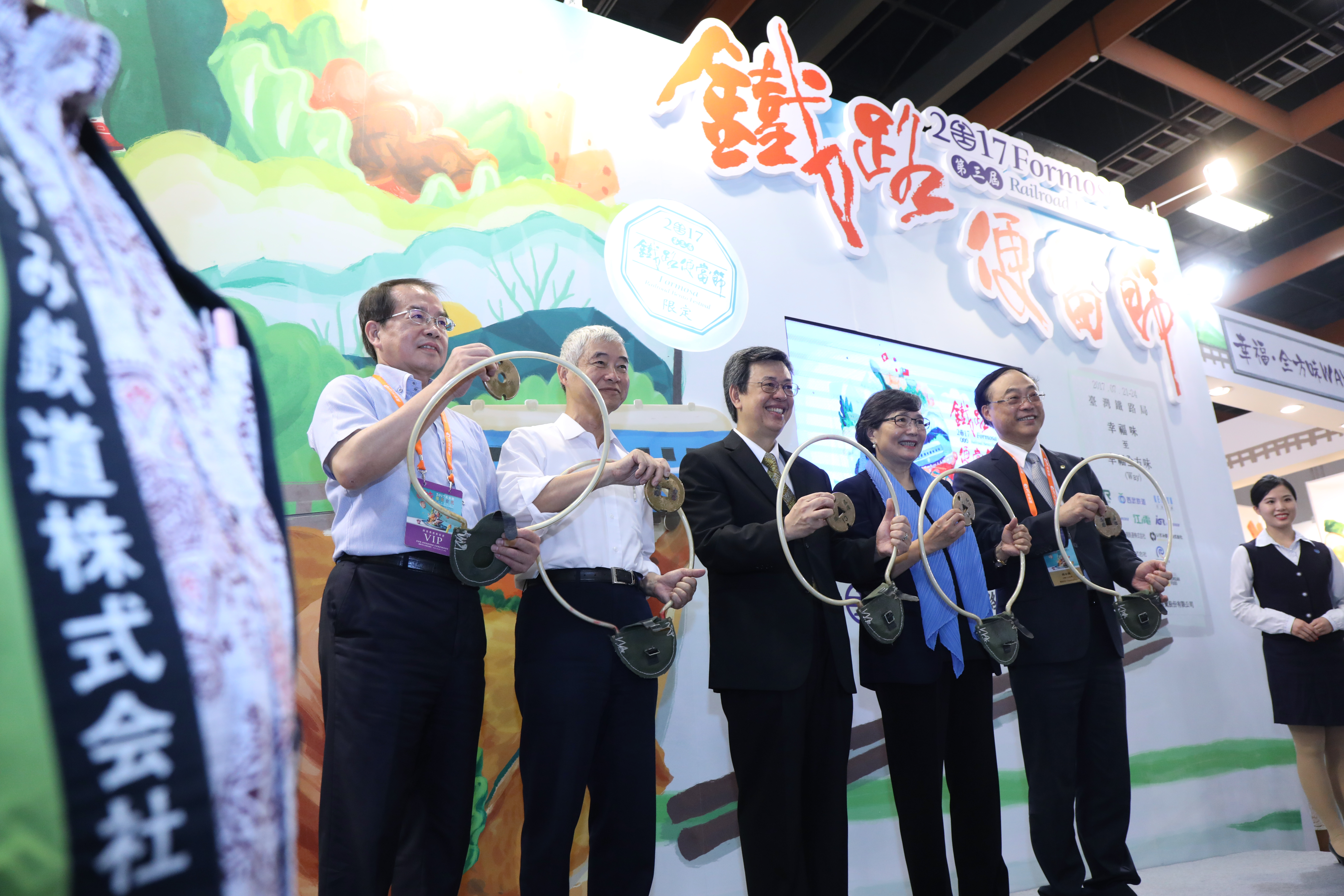
2017鐵路便當節開幕典禮
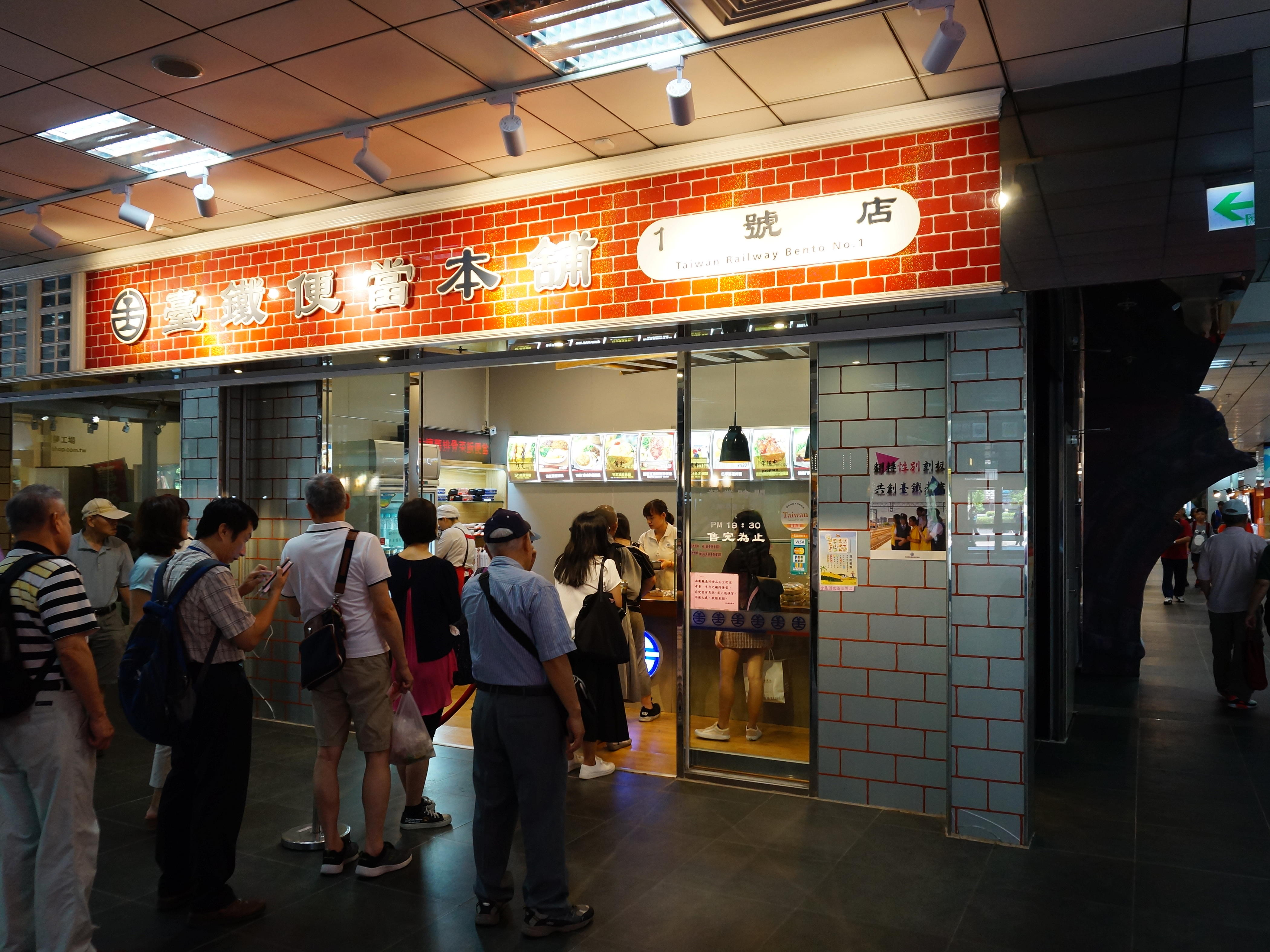
台鐵便當本舖1號店，位於臺北車站一樓

## 供膳資訊
臺鐵公司特別提供貼心服務，降低便當外送門檻，只要訂購金額滿2000元以上，所在地址在七堵、臺北、臺中、高雄、花蓮、臺東等6大車站周圍附近3公里範圍內，臺鐵公司就可以提供免費的外送服務。
| 縣市   | 名稱                 | 地址                         | 電話        | 服務範圍（車站）                                                   |
| ------ | -------------------- | ---------------------------- | ----------- | ------------------------------------------------------------------ |
| 台北市 | 臺北餐旅分處﹙臺北﹚ | 臺北市中正區北平西路3號      | 02-23619309 | 臺北（臺鐵便當本舖）、板橋、桃園、中壢                             |
| 基隆市 | 臺北餐旅分處﹙七堵﹚ | 基隆市七堵區長興里東新街2號  | 02-24553984 | 臺北（臺鐵夢工場）、樹林、松山、南港、七堵、基隆、宜蘭、汐止、羅東 |
| 臺中市 | 臺中餐旅分處         | 臺中市中區臺灣大道1段1號     | 04-22224683 | 新竹、臺中、彰化、高鐵台中站                                       |
| 花蓮縣 | 花蓮餐旅分處﹙花蓮﹚ | 花蓮縣花蓮市國聯一路110號    | 03-8339328  | 花蓮                                                               |
| 臺東縣 | 花蓮餐旅分處﹙臺東﹚ | 臺東縣臺東市岩灣路101巷602號 | 08-9235705  | 臺東                                                               |
| 高雄市 | 高雄餐旅分處         | 高雄市三民區建國二路318號    | 07-2358765  | 嘉義、臺南、新左營、高雄、屏東、高鐵左營站                         |

### 書籍
- 洪致文. . 遠足文化. 2011-05. ISBN 978-986-6731-70-9.
- 戴寶村; 蔡承豪; （編纂委員）王志弘、吳泉源、林崇熙、陳其南、黃士娟、黃俊銘、戴寶村. . 國立臺灣博物館. 2009-11. ISBN 978-986-02-1091-0.
- 劉文駿; 王威傑; 楊森豪. . 果實出版. 2003-09. ISBN 986-7796-11-X.

## 外部連結
- 臺鐵便當